# Strehaia

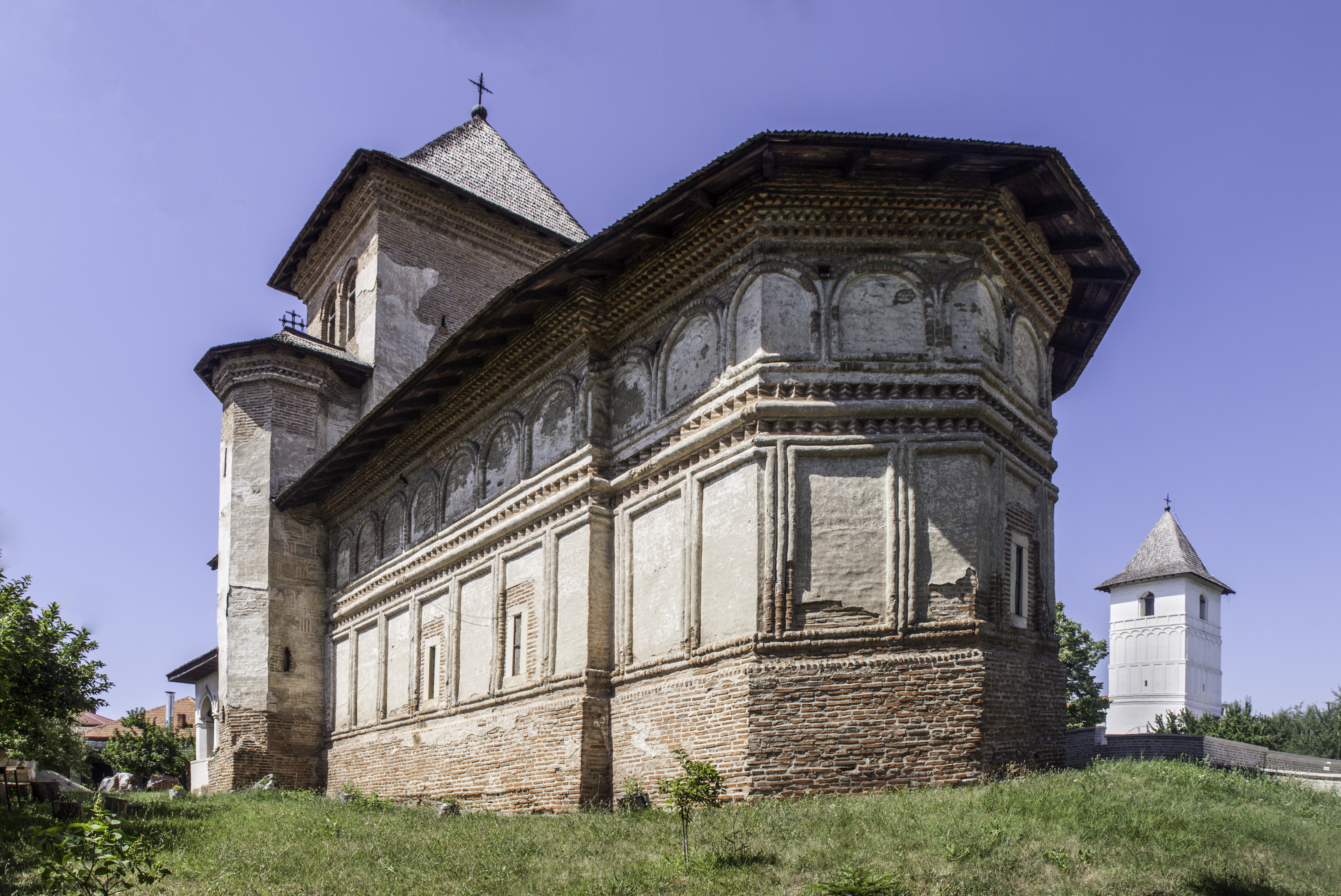
Das Kloster Strehaia

Strehaia ist eine Stadt im Kreis Mehedinți in Rumänien.

## Geographische Lage
Strehaia liegt in der  Kleinen Walachei am Fluss Motru. Die Kreishauptstadt Drobeta Turnu Severin befindet sich etwa 40 km westlich.

## Geschichte
Strehaia ist seit dem 15. Jahrhundert in Dokumenten nachweisbar. Der Ort war ein Sitz der walachischen Adelsfamilie Craiovești. 1645 stiftete der Fürst Matei Basarab das Kloster Strehaia. Seit 1671 wurden wöchentliche Viehmärkte abgehalten. Vom 17. bis zum 19. Jahrhundert war Strehaia ein lokales Verwaltungszentrum. 1921 wurde der Ort zur Stadt erklärt. Der wichtigste Erwerbszweig von Strehaia ist die Landwirtschaft.

## Bevölkerung
Bei der Volkszählung 2002 wurden 11.846 Einwohner registriert. 10.560 bezeichneten sich als Rumänen und 1279 als Roma.

## Verkehr
Durch Strehaia führt die Bahnstrecke von Orșova nach Filiași. Am Bahnhof Strehaia halten mehrere Regionalzüge pro Tag, der Fernverkehr hingegen wird am der Stadt näher liegenden Haltepunkt Strehaia hc abgewickelt, wo neben dem Regional- und Fernverkehr, darunter auch der Nachtzug Muntenia zwischen Budapest nach Bukarest verkehrt. In Strehaia zweigt die Strecke nach Motru ab; der Personenverkehr auf dieser Strecke ist jedoch eingestellt. Des Weiteren verläuft die Europastraße 70 durch die Stadt. Es bestehen regelmäßige Busverbindungen nach  Drobeta Turnu Severin und Craiova.

## Sehenswürdigkeiten
- Kloster Strehaia (1645)